# Moray
Moray ( listen ?) skotsk gælisk: Moireibh eller Moireabh) er en af de 32 kommuner eller enhedslig myndigheder council areas i Skotland. Det ligger i den nordøstlige del af landet med kystlinje langs Moray Firth, og det grænser op mod Aberdeenshire og Highland.

## Byer og landsbyer
Størstedelen af befolkningen i Moray bor den nordlige del mens kun en ottendedel bor i syd. Elgin er langt den største by med omkring 25% af Morays samlede befolkning i 2011.
- Aberlour
- Alves
- Archiestown
- Arradoul
- Auchenhalrig
- Bogmoor
- Boharm
- Broadley
- Brodie
- Buckie
- Burghead
- Clochan
- Craigellachie
- Cullen
- Cummingston
- Dallas
- Deskford
- Dipple
- Drybridge
- Dufftown
- Duffus
- Dyke
- Elgin
- Findhorn
- Findochty
- Fochabers
- Fogwatt
- Forres
- Garmouth
- Hopeman
- Ianstown
- Inchberry
- Keith
- Kingston
- Kinloss
- Kintessack
- Lhanbryde
- Longmorn
- Lossiemouth
- Mill of Tynet
- Mosstodloch
- Nether Dallachy
- Newmill
- Ordiquish
- Portgordon
- Portknockie
- Rathven
- Rafford
- Rothes
- Rothiemay
- Spey Bay
- Tomintoul
- Unthank
- Upper Dallachy
- Urquhart